# 相內站

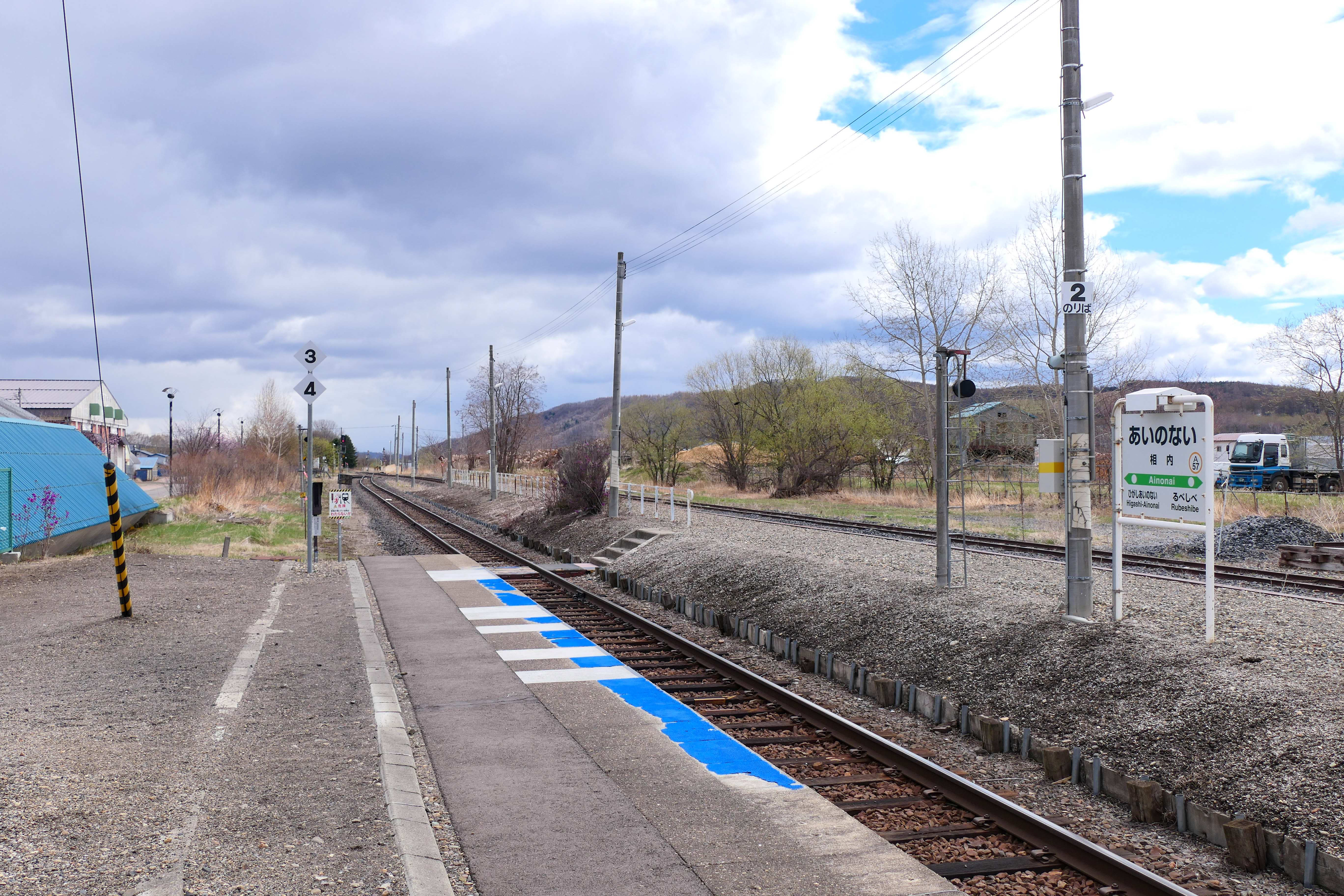
月台(2021年5月）

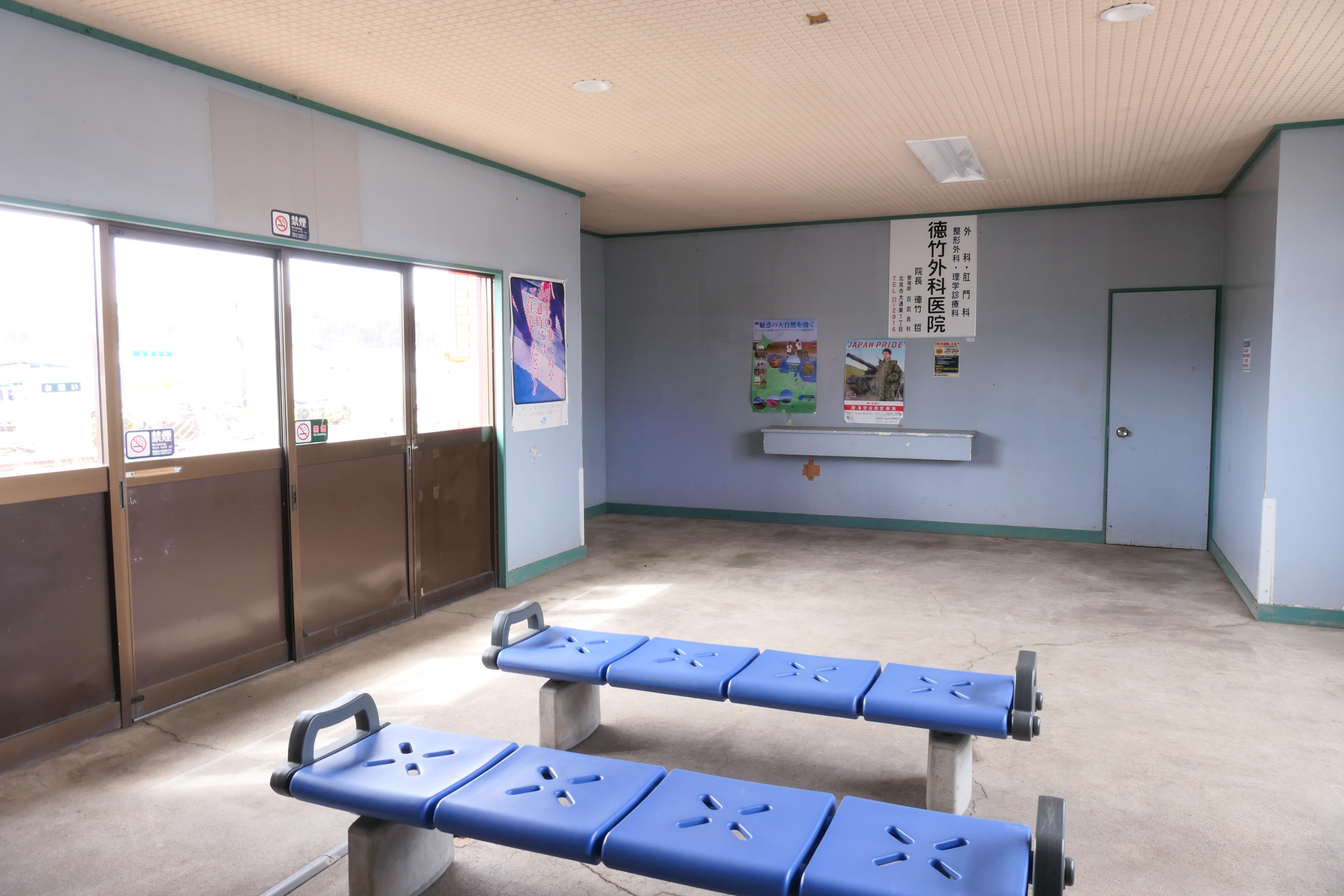
車站內部(2021年5月）

相內站（日语：／ Ainonai eki */?）位於北海道北見市相內町，是北海道旅客鐵道（JR北海道）石北本線上的站。
名稱源自阿伊努語的「aynu-o-nay」，意思為有人的溪流。

## 車站構造
岸式與島式複合月台共計2面2線的地面站。 其中下行線雖然兩邊均有月台相鄰，但島式月台其中一側已被拆除，故有一側無法使用。 無人車站，由北見站管理。

### 月台配置
| 月台 | 路線      | 方向 | 目的地                 |
| ---- | --------- | ---- | ---------------------- |
| 1    | ■石北本線 | 下行 | 北見、美幌、網走方向   |
| 2    | ■石北本線 | 上行 | 留邊蘂、遠輕、旭川方向 |

## 車站周邊
- 北海道道245號下仁頃相內停車場線
- 國道39號
- 北見市公所相內支所
- 北見警察署 相內駐在所
- 相之內郵局
- 北見信用金庫 相內支店
- 北見未來農業協同組合（JA北見未來）相內支所
- 北海道北見巴士・特急石北號「相內」停留站

## 历史
- 1912年11月18日：設立上相之內站（かみあいのないえき）。
- 1934年2月5日：改稱為相之內站。原相之內站改稱為東相之內站[2]。
- 1969年10月1日：廢止貨物業務。
- 時期不詳：車站業務委託由民間管理。
- 1984年2月1日：廢止行李業務。
- 1984年11月10日：廢止業務委託、簡易委託化。
- 1987年4月1日：國鐵分割民營化後成為北海道旅客鐵道（JR北海道）轄下的車站。
- 1992年4月1日：廢止簡易委託、完全無人化。
- 1997年4月1日：改稱為相內站。

## 相鄰車站
北海道旅客鐵道（JR北海道）
■石北本線
特別快速「北見」、普通
留邊蘂（A56）－（下相之內臨時乘降場）－相內（A57）－東相內（A58）
- 為廢站

## 相關項目
- 日本鐵路車站列表

## 外部連結
- （日語）JR北海道 – 相內車站 （页面存档备份，存于）
- （日語）全驛參觀之旅 （页面存档备份，存于）

1. ↑  北海道庁.  (PDF). 北海道庁.   [2017-08-16]. （原始内容存档 (PDF)于2018-04-17）.
2. ↑  日本《官報》第2112號「鐵道省告示第7號」，1934年1月19日：第431頁。